# Familia criminal Trafficante
La Familia criminal Trafficante, también conocida como la Mafia de Tampa, es una familia criminal de la mafia estadounidense con sede en Tampa, Florida. El jefe más notable fue Santo Trafficante, Jr., que gobernó Tampa y la familia criminal con puño de hierro. El autor Scott Deitche informó de que Santo Jr. estaba involucrado con la CIA para planear intentos de asesinato de Fidel Castro. Tras la muerte de Santo Jr. en 1987, la familia de la mafia de Tampa ha sido controlada por Vincent LoScalzo.